# Temporada 1996-97 de los Denver Nuggets
La temporada 1996-97 fue la vigesimoprimera de los Denver Nuggets en la NBA, tras la fusión de la liga con la ABA, donde había jugado nueve temporadas. La temporada regular acabó con 21 victorias y 61 derrotas, ocupando el duodécimo puesto de la conferencia Oeste, no logrando clasificarse para los playoffs.

## Elecciones en elDraft
| Ronda | Puesto | Jugador            | Posición | Nacionalidad   | Universidad/Club |
| ----- | ------ | ------------------ | -------- | -------------- | ---------------- |
| 1     | 23     | Efthimios Rentzias | Pívot    | Grecia         | PAOK BC          |
| 2     | 37     | Jeff McInnis       | Base     | Estados Unidos | North Carolina   |

## Temporada regular
| División Medio Oeste     | División Medio Oeste | División Medio Oeste | División Medio Oeste | División Medio Oeste | División Medio Oeste | División Medio Oeste | División Medio Oeste | División Medio Oeste |
| Equipo                   | G                    | P                    | %                    | PD                   | Casa                 | Fuera                | Div                  |                      |
| ------------------------ | -------------------- | -------------------- | -------------------- | -------------------- | -------------------- | -------------------- | -------------------- | -------------------- |
| y-Utah Jazz              | 64                   | 18                   | .780                 | –                    | 38–3                 | 26–15                | 19–5                 |                      |
| x-Houston Rockets        | 57                   | 25                   | .695                 | 7                    | 30–11                | 27–14                | 19–5                 |                      |
| x-Minnesota Timberwolves | 40                   | 42                   | .488                 | 24                   | 25–16                | 15–26                | 16–8                 |                      |
| Dallas Mavericks         | 24                   | 58                   | .293                 | 40                   | 14–27                | 10–31                | 9–15                 |                      |
| Denver Nuggets           | 21                   | 61                   | .256                 | 43                   | 12–29                | 9–32                 | 7–17                 |                      |
| San Antonio Spurs        | 20                   | 62                   | .244                 | 44                   | 12–29                | 8–33                 | 8–16                 |                      |
| Vancouver Grizzlies      | 14                   | 68                   | .171                 | 50                   | 8–33                 | 6–35                 | 6–18                 |                      |

## Estadísticas

### Temporada regular
| Rk | Jugador              | Edad | Pos. | P  | PT | MP   | TC  | TCI  | %TC  | T3  | T3I | %T3  | TL  | TLI | %TL   | RO  | RD  | RT   | AS   | RB  | TAP | BP  | FP  | PTS  |
| -- | -------------------- | ---- | ---- | -- | -- | ---- | --- | ---- | ---- | --- | --- | ---- | --- | --- | ----- | --- | --- | ---- | ---- | --- | --- | --- | --- | ---- |
| 1  | Mark Jackson         | 31   | PG   | 52 | 52 | 38.5 | 3.7 | 8.7  | .425 | 0.9 | 2.3 | .397 | 2.1 | 2.6 | .801  | 1.4 | 3.8 | 5.2  | 12.3 | 1.0 | 0.2 | 3.3 | 2.0 | 10.4 |
| 2  | LaPhonso Ellis       | 26   | PF   | 55 | 49 | 36.4 | 8.1 | 18.4 | .439 | 1.7 | 4.7 | .367 | 4.0 | 5.1 | .773  | 1.9 | 5.1 | 7.0  | 2.4  | 0.8 | 0.7 | 2.1 | 3.3 | 21.9 |
| 3  | Dale Ellis           | 36   | SF   | 82 | 51 | 35.9 | 5.8 | 14.0 | .414 | 2.3 | 6.4 | .364 | 2.6 | 3.2 | .817  | 1.2 | 2.4 | 3.6  | 2.0  | 0.7 | 0.1 | 1.8 | 2.2 | 16.6 |
| 4  | Antonio McDyess      | 22   | PF   | 74 | 73 | 34.7 | 7.2 | 15.6 | .463 | 0.1 | 0.5 | .171 | 3.7 | 5.2 | .708  | 2.1 | 5.2 | 7.3  | 1.4  | 0.8 | 1.7 | 2.7 | 3.7 | 18.3 |
| 5  | Bryant Stith         | 26   | SG   | 52 | 52 | 34.4 | 4.8 | 11.6 | .416 | 1.3 | 3.5 | .385 | 3.9 | 4.5 | .863  | 1.4 | 2.8 | 4.2  | 2.6  | 1.2 | 0.4 | 1.9 | 2.3 | 14.9 |
| 6  | Ervin Johnson        | 29   | C    | 82 | 82 | 31.7 | 3.0 | 5.7  | .520 | 0.0 | 0.0 | .000 | 1.2 | 1.9 | .615  | 2.8 | 8.3 | 11.1 | 0.9  | 0.8 | 2.8 | 1.4 | 3.5 | 7.1  |
| 7  | Anthony Goldwire     | 25   | PG   | 27 | 21 | 22.7 | 2.6 | 6.5  | .392 | 1.0 | 2.6 | .394 | 1.1 | 1.4 | .816  | 0.3 | 1.4 | 1.7  | 4.6  | 0.5 | 0.0 | 1.3 | 1.7 | 7.3  |
| 8  | Tom Hammonds         | 29   | PF   | 81 | 8  | 21.7 | 2.4 | 4.9  | .480 | 0.0 | 0.0 | .000 | 1.5 | 2.1 | .721  | 1.7 | 3.3 | 5.0  | 0.8  | 0.2 | 0.3 | 1.1 | 2.5 | 6.2  |
| 9  | Kenny Smith          | 31   | PG   | 33 | 3  | 19.8 | 2.6 | 6.2  | .422 | 1.5 | 3.6 | .425 | 1.1 | 1.2 | .854  | 0.1 | 1.0 | 1.1  | 3.1  | 0.5 | 0.0 | 1.9 | 0.8 | 7.9  |
| 10 | Ricky Pierce         | 37   | SG   | 33 | 10 | 18.2 | 3.6 | 7.9  | .462 | 0.4 | 1.2 | .308 | 2.5 | 2.8 | .902  | 0.5 | 1.1 | 1.6  | 0.9  | 0.4 | 0.2 | 1.2 | 1.5 | 10.2 |
| 11 | Brooks Thompson      | 26   | PG   | 65 | 6  | 16.1 | 2.5 | 6.2  | .400 | 1.5 | 3.8 | .398 | 0.4 | 0.6 | .632  | 0.3 | 1.2 | 1.5  | 2.8  | 0.8 | 0.0 | 1.3 | 1.9 | 6.8  |
| 12 | Šarūnas Marčiulionis | 32   | SG   | 17 | 0  | 15.0 | 2.2 | 5.9  | .376 | 0.6 | 1.8 | .367 | 1.7 | 2.1 | .806  | 0.7 | 1.1 | 1.8  | 1.5  | 0.7 | 0.1 | 2.4 | 2.2 | 6.8  |
| 13 | Elmer Bennett        | 26   | PG   | 5  | 0  | 11.8 | 0.8 | 2.6  | .308 | 0.4 | 1.2 | .333 | 0.4 | 0.8 | .500  | 0.0 | 0.6 | 0.6  | 1.4  | 0.4 | 0.0 | 2.0 | 1.2 | 2.4  |
| 14 | Jimmy King           | 23   | SG   | 2  | 0  | 11.0 | 1.0 | 3.0  | .333 | 0.0 | 0.0 |      | 1.0 | 2.0 | .500  | 1.0 | 0.0 | 1.0  | 1.0  | 1.5 | 0.0 | 0.5 | 1.0 | 3.0  |
| 15 | Aaron Williams       | 25   | C    | 1  | 0  | 10.0 | 3.0 | 5.0  | .600 | 0.0 | 0.0 |      | 0.0 | 0.0 |       | 2.0 | 3.0 | 5.0  | 0.0  | 0.0 | 3.0 | 4.0 | 0.0 | 6.0  |
| 16 | Jerome Allen         | 24   | SG   | 25 | 0  | 10.0 | 0.8 | 3.0  | .284 | 0.3 | 1.4 | .206 | 0.6 | 1.0 | .600  | 0.5 | 0.8 | 1.3  | 1.7  | 0.2 | 0.2 | 0.5 | 0.7 | 2.6  |
| 17 | Eric Murdock         | 28   | PG   | 12 | 0  | 9.5  | 1.3 | 2.8  | .455 | 0.3 | 0.8 | .400 | 0.9 | 1.0 | .917  | 0.1 | 0.8 | 0.9  | 2.0  | 0.8 | 0.2 | 0.9 | 0.8 | 3.8  |
| 18 | Vincent Askew        | 30   | SG   | 1  | 0  | 9.0  | 2.0 | 3.0  | .667 | 0.0 | 0.0 |      | 2.0 | 2.0 | 1.000 | 0.0 | 0.0 | 0.0  | 0.0  | 0.0 | 0.0 | 4.0 | 0.0 | 6.0  |
| 19 | Jeff McInnis         | 22   | PG   | 13 | 0  | 9.0  | 1.8 | 3.8  | .469 | 0.9 | 2.0 | .462 | 0.5 | 0.8 | .700  | 0.2 | 0.3 | 0.5  | 1.4  | 0.2 | 0.1 | 1.0 | 1.2 | 5.0  |
| 20 | Darvin Ham           | 23   | SF   | 35 | 3  | 8.9  | 0.9 | 1.7  | .525 | 0.0 | 0.0 |      | 0.5 | 0.9 | .485  | 0.8 | 0.8 | 1.6  | 0.4  | 0.2 | 0.2 | 0.6 | 1.6 | 2.3  |
| 21 | LaSalle Thompson     | 35   | C    | 17 | 0  | 6.2  | 0.2 | 0.9  | .188 | 0.0 | 0.0 |      | 0.1 | 0.1 | .500  | 0.3 | 1.2 | 1.5  | 0.0  | 0.2 | 0.4 | 0.4 | 1.5 | 0.4  |
| 22 | George Zídek         | 23   | C    | 16 | 0  | 5.5  | 1.0 | 2.1  | .485 | 0.0 | 0.0 |      | 1.3 | 1.6 | .800  | 0.6 | 0.8 | 1.4  | 0.3  | 0.1 | 0.0 | 0.3 | 1.1 | 3.3  |
| 23 | Melvin Booker        | 24   | PG   | 5  | 0  | 4.2  | 0.4 | 0.8  | .500 | 0.2 | 0.4 | .500 | 0.0 | 0.0 |       | 0.0 | 0.2 | 0.2  | 0.6  | 0.0 | 0.0 | 1.4 | 0.0 | 1.0  |